# Sturisomatichthys
Sturisomatichthys (Стурізоматіхтис) — рід риб триби Harttiini з підродини Loricariinae родини Лорікарієві ряду сомоподібні. Має 12 видів. Наукова назва походить від німецького слова sturio, тобто «осетер», грецьких слів soma — «тіло» та ichthys — «риба».

## Опис
Загальна довжина представників цього роду коливається від 18 до 25 см. Зовнішністю схожі на сомів роду Sturisoma. Від останніх відрізняються відсутністю довгого носа. Голова порівняно велика, трохи сплощена зверху. Морда коротка, загострена. Зовнішні краї голови самців вкриті довгими і численними одонтодами (шкіряними зубчиками). Очі великі, розташовані у верхній частині голови. Тулуб подовжений. Черево вкрите 3-4 рядками кісткових пластин. Хвостове стебло струнке і тонке. Спинний плавець доволі довгий. Грудні плавці великі й довгі. На шипах грудних плавців самців присутні одонтоди. Черевні плавці значно поступаються грудним. Крайні промені хвостового плавці сильно витягнуті.
Забарвлення коричневе з різними відтінками. Плавці світліше за основний фон зі смужками.

## Спосіб життя
Це демерсальні риби. Воліють до прісних та прозорих водойм. Зазвичай тримаються річок з повільною або середньою течією. Зустрічаються на ділянках із заростями рослин. Активні вдень. Велику частину часу «висять» на листі рослин або стеблах очерету. Живляться водоростями, які зішкрібають з листя та коренів плаваючих рослин, а також детритом.
Самиця відкладає кладку ікри серед каміння.

## Розповсюдження
Поширений у північно-західній частині Південної Америки, на схилах Анд. Також 1 вид є в Панамі. Мешкають у річках Какета, Сан-Хуан, Баяно, Тура, Каука, Купе і Магдалена.

## Види
- Sturisomatichthys aureus  (Steindachner, 1900)
- Sturisomatichthys citurensis  (Meek & Hildebrand, 1913)
- Sturisomatichthys dariensis  (Meek & Hildebrand, 1913)
- Sturisomatichthys festivus  (Myers, 1942)
- Sturisomatichthys frenatus  (Boulenger, 1902)
- Sturisomatichthys guaitipan  Londoño-Burbano & Reis, 2019
- Sturisomatichthys kneri  (Ghazzi, 2005)
- Sturisomatichthys leightoni  (Regan, 1912)
- Sturisomatichthys panamensis  (Eigenmann & Eigenmann, 1889)
- Sturisomatichthys reinae  Londoño-Burbano & Reis, 2019
- Sturisomatichthys tamanae  (Regan, 1912)
- Sturisomatichthys varii  Londoño-Burbano & Reis, 2019